# Marele Premiu al Coreei de Sud
Marele Premiu al Coreei de Sud (coreeană: 코리아 그랑프리) a fost o cursă de Formula 1 desfășurată în Coreea de Sud, din 2010 până în 2013, când a fost eliminată din calendarul de Formula 1.

## Istoric
La 2 octombrie 2006 a fost confirmat că evenimentul va avea loc în 2010 și va fi găzduit de Circuitul Internațional Coreea, la Yeongam. De asemenea, a fost dezvăluit că cursa va fi promovată de o companie public-privată. Acordul a fost pe șapte ani, cu o opțiune de cinci ani, care ar permite desfășurarea cursei până în 2021.
În ciuda acestei confirmări, Marele Premiu al Coreei de Sud nu a fost inclus pe niciunul dintre calendarele provizorii din 2010 lansate de Formula One Management. După aprobarea finanțării pentru eveniment, Coreea a primit data de 17 octombrie pentru calendarul din 2010 publicat de Federația Internațională de Automobile (FIA) la 21 septembrie 2009. Pe 10 decembrie 2009, organizatorii evenimentului au anunțat că au respectat programul, cu planul de a termina circuitul pe 5 iulie 2010, deși au recunoscut că cea mai mare problemă a lor constă în găsirea de cazare pentru tot personalul și spectatorii de Formula 1. De asemenea, organizatorii au exclus posibilitatea de a organiza cursa noaptea până când vor avea mai multe cunoștințe și experiență în desfășurarea unui Mare Premiu. În ciuda tuturor confirmărilor, există încă riscul ca circuitul să nu fie gata la timp, însă acest lucru a fost negat de promotorul cursei care a spus că circuitul a fost înainte de termen.
După mai multe amânări, FIA a programat o inspecție finală a circuitului pe 11 octombrie 2010, cu 13 zile înainte ca Marele Premiu al Coreei de Sud să înceapă. După inspecția FIA, directorul cursei Charlie Whiting a declarat că cursa va continua.
În 2011, organizatorii Marelui Premiu al Coreei de Sud și-au exprimat nemulțumirea față de termenii contractului lor cu Bernie Ecclestone și Formula One Management, în special în ceea ce privește costul taxelor de sancționare a curselor, și au încercat să renegocieze contractul, căutând condiții mai favorabile. Cu toate acestea, Ecclestone a exclus renegocierile, afirmând că procesul inițial de negociere a fost destul de dificil și că organizatorii cunoșteau termenii contractului atunci când l-au semnat pentru prima dată. Ecclestone a declarat că în cazul în care organizatorii cursei nu ar putea plăti taxe de sancționare, Marele Premiu al Coreei de Sud ar fi eliminat din calendar. Calendarul final, lansat în decembrie 2011, a păstrat Marele Premiu al Coreei. După Marele Premiu al Australiei din 2012, organizatorii cursei din Coreea au anunțat că au ajuns la un nou acord cu Formula One Management, care ar economisi 20,5 milioane de dolari (23 miliarde ₩) în costuri. Kang Hyo-seok, directorul organizării curselor pentru Marele Premiu al Coreei, a recunoscut faptul că cursa era încă „prea scumpă” pentru Coreea de Sud, anticipând o pierdere estimată la 26 de milioane de dolari (29 de miliarde de INR) în 2012. Cursa a avut loc în 2013.

### Anulare
Un calendar preliminar pentru sezonul 2014 a enumerat o dată provizorie pentru Marele Premiu al Coreei de Sud, dar cursa a fost omisă din calendarul final pentru 2014.
Inițial, cursa nu a fost inclusă în calendarul provizoriu al anului 2015, un calendar ulterior lansat în decembrie 2014, a acordat Marelui Premiu al Coreei de Sud un loc pe 3 mai 2015, fiind mutat de la sfârșitul calendarului în anii anteriori, spre începutul calendarului. Pe 12 decembrie 2014, Bernie Ecclestone a spus că Marele Premiu al Coreei de Sud a trebuit adăugat în calendarul din 2015 din motive legale, invocând obligații contractuale, dar că organizatorii nu sunt dornici să organizeze cursa. Ulterior s-a anunțat că a fost scos din calendar de către FIA pentru că organizatorii nu doreau să-l găzduiască. Aveau planuri să revigoreze Marele Premiu al Coreei de Sud în 2016, dar nici acestea nu s-au concretizat. 

## Edițiile Marelui Premiu al Coreei de Sud
Toate edițiile au avut loc la Yeongam.
| An     | Pole position    | Cel mai rapid tur | Pilotul câștigător | Constructorul câștigător | Raport |
| ------ | ---------------- | ----------------- | ------------------ | ------------------------ | ------ |
| 2010   | Sebastian Vettel | Fernando Alonso   | Fernando Alonso    | Ferrari                  | Raport |
| 2011   | Lewis Hamilton   | Sebastian Vettel  | Sebastian Vettel   | RBR-Renault              | Raport |
| 2012   | Mark Webber      | Mark Webber       | Sebastian Vettel   | Red Bull Racing-Renault  | Raport |
| 2013   | Sebastian Vettel | Sebastian Vettel  | Sebastian Vettel   | Red Bull Racing-Renault  | Raport |
| Sursa: |                  |                   |                    |                          |        |